# Ливадия (Крим)
Вижте пояснителната страница за други значения на Ливадия.
Ливадия (на украински: Лівадія; на руски: Ливадия) е селище от градски тип в Крим.

## География
Има население от 2440 души. Намира се на брега на Черно море, на 3 километра югозападно от Ялта.

## Дворец
Най-значителната забележителност в селището е Ливадийският дворец. построен през 1910-1911 г.
От 1861 г. дворецът е лятна резиденция на руските императори. На 4 май 1879 г. в този дворец пристига българска делегация за да връчи официално акта от Първото велико народно събрание на княз Александър Батенберг за избирането му за български княз.
В двореца се провеждат заседанията на Ялтенската конференция през 1945 г., използван е и за резиденция на американската делегация на конференцията.